# Merestein (Schiff)
Die Merestein (teilweise auch Merenstejin geschrieben) war ein unter der Flagge der Niederländischen Ostindien-Kompanie (V.O.C.) laufendes Pinassschiff des späten 17. Jahrhunderts. Das Segelschiff kam als sogenannter Ostindienfahrer (niederländisch: Spiegelretourschip) zum Einsatz. Die Merestein wurde 1693 auf der V.O.C.-eigenen Werft in Amsterdam auf Kiel gelegt und im Mai 1694 in Dienst gestellt. Das Schiff führte mehrere Fahrten zwischen den Niederlanden und Batavia durch, geriet jedoch im Jahr 1702 durch Schiffbruch in Verlust.

## Technische Aspekte
Die Merestein war maximal 44,2 Meter lang und 11,2 Meter breit. Der Tiefgang lag bei 4,6 Metern. Das dreimastige Schiff war nach altem Builder’s Measurement mit 826 Tonnen vermessen und besaß eine Tragfähigkeit von rund 315 bis 320 Tonnen. An Bord befanden sich 28 Kanonen. Auf der Hinfahrt nach den Kolonien in Asien waren meistens zwischen 200 und 225 Personen an Bord, wovon etwa ein Drittel aus Seesoldaten bestand. Hierbei wurden zumeist Baumaterialien, Münzen (für Soldzahlungen sowie für den Erwerb von Gütern in Asien), Geschützmunition und Waffen transportiert. Auf den Rückfahrten nach den Niederlanden lag die Zahl der Personen an Bord für gewöhnlich niedriger (etwa 130 Menschen); an Frachtgut wurden dabei meistens Gewürze, Stoffe oder beispielsweise auch chinesische Jade- und Porzellan-Artikel befördert. Die Reise nach Asien dauerte im Normalfall etwa sechs bis acht Monate.

## Geschichte des Schiffes
Nach der Indienststellung unternahm die Merestein mehrere Fahrten für verschiedene Handelskammern der V.O.C. zwischen den Niederlanden und Batavia. Die Jungfernfahrt, im Auftrag der Amsterdamer Handelskammer (VOC-Kamer Amsterdam), fand zwischen dem 7. Januar 1694 und dem 23. August 1695 statt. Weitere Fahrten nach Südostasien erfolgten zwischen dem 20. Juli 1696 und dem 28. Juni 1698 (im Auftrag der VOC-Kamer Enkhuizen, Rückfahrt im Auftrag der VOC Kamer Rotterdam) und dem 15. April 1699 und dem 4. August 1700 (Hinfahrt: VOC-Kamer Rotterdam; Rückfahrt: VOC-Kamer Amsterdam). Die längste Reisezeit nach Asien lag während der zweiten Fahrt (unter Kapitän Willem van Texel) ab dem 20. Juli 1696 vor; die Merestein erreichte Batavia erst am 17. September 1697 – also rund 14 Monate nach dem Verlassen der Niederlande. Grund hierfür waren unter anderem Sturmschäden vor dem Kap der Guten Hoffnung, deren Reparatur das Schiff rund zwei Monate lang aufhielten.

Am 4. Oktober 1701 brach die Merestein, erneut im Auftrag der VOC-Kamer Amsterdam, von Texel aus zu ihrer letzten Reise auf. An Bord des Schiffes, unter dem Kommando von Kapitän Jan Subbing, befanden sich 200 Menschen und eine beträchtliche Ladung an Silbermünzen. Die Fahrt wurde durch widriges Wetter auf dem Atlantik verzögert, was dazu beitrug, dass ein erheblicher Teil der Menschen an Bord unter Mangelernährung und Skorbut litt. Kapitän Subbing entschloss sich deswegen, Anfang April 1702 die Saldanha Bay, rund 65 Seemeilen nordwestlich von Kapstadt, in der von den Niederländern zu diesem Zeitpunkt beherrschten Kapkolonie zwecks der Aufnahme von Frischwasser und Nahrungsmitteln anzusteuern. 

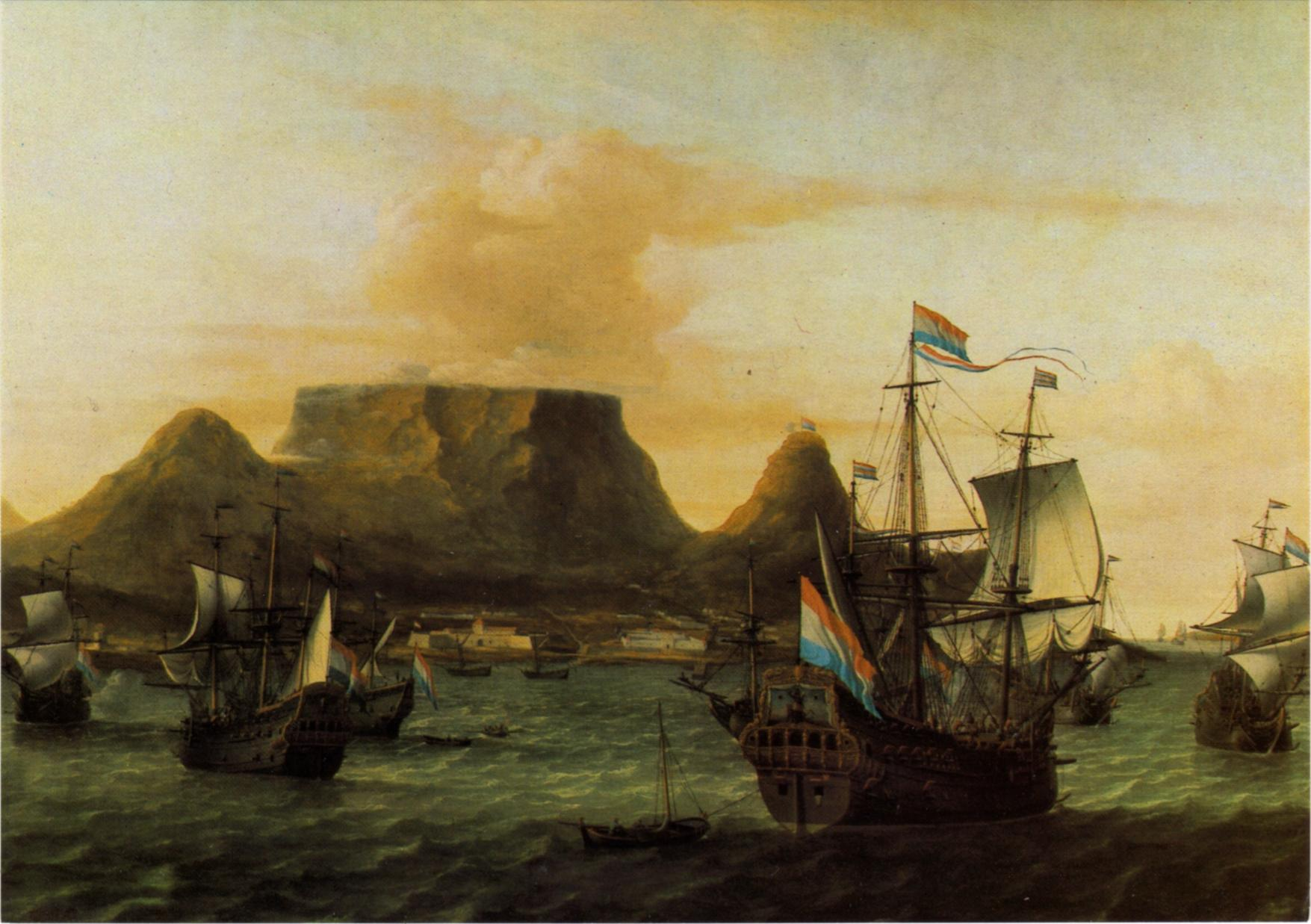
Schiffe der V.O.C. vor der Tafelbucht (Kapkolonie). Bild aus dem späten 17. Jahrhundert.

## Schiffbruch
Am 3. April 1702 versuchte die Merestein in die Saldanha Bay einzulaufen. Aufgrund stürmischen Wetters und starker Strömungen geriet das Pinassschiff jedoch in die Nähe der Felsenriffe der der Bucht vorgelagerten Insel Jutten Island. Dies wurde dadurch begünstigt, dass sich Kapitän Subbing aus nicht mehr sicher zu eruierenden Gründen dafür entschieden hatte, die Südwestdurchfahrt nahe der Insel zu nutzen, statt die weitläufigere und als sicherer angesehene Nordwestdurchfahrt auszuwählen. Versuche, durch das Werfen der Anker ein weiteres Abtreiben des Schiffes zu verhindern, scheiterten. Die Merestein wurde schließlich auf die Riffe gedrückt und brach innerhalb von etwa einer Stunde in der starken Brandung auseinander. Von den Menschen an Bord, die bereits durch die wochenlange Mangelernährung geschwächt waren, konnten sich nur 99 schwimmend nach der nahegelegenen Jutten Island retten. 101 Menschen ertranken oder kamen in der Brandung zu Tode. Die auf der kargen Felseninsel festsitzenden Überlebenden wurden am folgenden Tag von den beiden aus der Saldanha Bay  herbeieilenden V.O.C.-Schiffen Wezel und Amij abgeborgen.

## Die Suche nach dem Wrack
Obgleich die V.O.C. bereits kurz nach dem Unglück versuchte, die Lage des Wracks ausfindig zu machen und Teile der Ladung zu retten, mussten diese Vorhaben alsbald aufgegeben werden. Bedingt durch die widrigen Strömungen, die felsige Küste und die starke Brandung wurde das exponierte Wrack der Merestein innerhalb weniger Stunden fast völlig von der See zerschlagen (bereits einen Tag nach dem Schiffbruch waren keine Teile des Schiffes mehr auf dem Riff beziehungsweise über der Wasseroberfläche erkennbar). Obgleich die Wassertiefe am Untergangsort nur maximal etwa sechs bis sieben Meter beträgt, sorgten Strömung, Brandung und sukzessive Stürme dafür, dass das Wrack im Laufe der Jahrhunderte völlig zerstört und seine Bruchstücke über ein entsprechend großes Gebiet verstreut wurden.
Als im Jahr 1971 eine Suche nach dem Wrack unter der Leitung des südafrikanischen Tauchers Trevor „Bobby“ Hayward unternommen wurde, wurden beinahe keine Holzüberreste mehr gefunden. Indessen jedoch gelang es den Tauchern, besonders beim Absuchen von Spalten und kleineren Rinnen in den Riffen südöstlich Jutten Island, bis 1974 insgesamt rund 15.000 Silbermünzen zu bergen; es wird angenommen, dass es sich hierbei um die Masse des noch auffindbaren und bergbaren Münzschatzes der Merestein gehandelt hat. Tauchgänge in betreffendem Gebiet bedürfen einer Genehmigung und sind heutzutage nur mit einer besonderen Erlaubnis der lokalen Hafenbehörden erlaubt.